# ناتاليا كوتشينسكايا
ناتاليا الكسندروفنا كوتشينسكايا (الروسية: Наталья Александровна Кучинская)، (من مواليد 8 مارس 1949)، هي لاعبة جمباز أولمبية سوفيتية متقاعدة. فازت بأربع ميداليات في الألعاب الأولمبية الصيفية لعام 1968.

## إنجازات
| عام  | حدث                                           | AA     | فريق   | VT     | يو بي  | BB     | FX     |
| ---- | --------------------------------------------- | ------ | ------ | ------ | ------ | ------ | ------ |
| 1965 | بطولات اتحاد الجمهوريات الاشتراكية السوفياتية | الأول  |        |        |        | الأول  |        |
| 1965 | كأس اتحاد الجمهوريات الاشتراكية السوفياتية    | الثاني |        |        |        |        |        |
| 1966 | بطولات العالم                                 | الثاني | الثاني | الثالث | الأول  | الأول  | الأول  |
| 1966 | بطولات اتحاد الجمهوريات الاشتراكية السوفياتية | الأول  |        |        | الثاني | الأول  | الأول  |
| 1966 | كأس اتحاد الجمهوريات الاشتراكية السوفياتية    | الأول  |        |        |        |        |        |
| 1967 | البطولات الأوروبية                            |        |        |        |        | الثاني | الثاني |
| 1967 | بطولات اتحاد الجمهوريات الاشتراكية السوفياتية | الأول  |        | الأول  | الأول  | الأول  | الأول  |
| 1968 | بطولات اتحاد الجمهوريات الاشتراكية السوفياتية | الأول  |        |        |        |        |        |

## روابط خارجية
- ناتاليا كوتشينسكايا في قاعة مشاهير الجمباز الدولية
- Natalya Kuchinskaya  على موقع اللجنة الأولمبية الدولية
- Nataliya Kuchinskaya  على موقع SportsReference  - سبورتس رفرنس